# Norrbärke Sparbank
Norrbärke Sparbank är en sparbank med verksamhet i Smedjebackens kommun. Banken lyder under sparbankslagen och är formellt fristående, men genom samarbetsavtal står man Swedbank nära. Banken samarbetar även med andra sparbanker och tidigare sparbanker i Sparbankernas Riksförbund.
Sparbanken bildades i Norrbärke socken 1859, och namnet syftar på att socknen är belägen norr om Barken-sjöarna.  Årlig affärsvolym ligger på cirka två miljarder kronor.
Andra sparbanker i Dalarna är Bjursås Sparbank, Leksands Sparbank och Södra Dalarnas Sparbank.